# Giovanni Candi
Giovanni Candi (attestato anche come Chandj, Chandjs, de Candi; ... – 1506) è stato un architetto e carpentiere italiano, attivo a Venezia e in Veneto tra la fine del XV e gli inizi del XVI secolo.

## Biografia
Figlio del maestro Candi marangonus de Spilimbergo de confinio Sancte Marie Magdalene, viene citato per la prima volta nel 1460, quando risulta coniugato con Lucia di Bartolomeo Possato; già allora gli viene attribuito il titolo di magister che proverebbe l'esercizio dell'arte da diverso tempo. Nel 1466 risulta iscritto alla Scuola Grande di San Marco, indicando che forse contribuì nella costruzione o nell'abbellimento della sede della confraternita. Di certo collaborò alla ricostruzione dell'edificio dopo l'incendio del 1485, dirigendo i lavori alla sala terrena e all'albergo.
Nel 1475 è chiamato a realizzare ventisei tiranti per il tetto della chiesa di Santa Chiara a Murano. Nel 1489, assieme a Zuan Baston, realizza una "cappella e certi muri" presso Scorzè.
Il 14 marzo 1496 viene pagato per aver costruito un modello per il nuovo palazzo dei Rettori di Belluno. La sua opera più pregevole è però il palazzo Contarini del Bovolo, comprendente la nota scala a chiocciola.
Da tutto ciò è abbastanza evidente come il Candi non fosse solo un falegname e carpentiere, ma potesse essere considerato un vero architetto. Lo conferma anche un documento del 1499 che lo classifica come murarius, qualifica tipicamente associata agli architetti.